# Anthony Eden
Robert Anthony Eden, I conde de Avon (Durham, 12 de junio de 1897-Alvediston, Wiltshire, 14 de enero de 1977), fue un político británico, miembro del Partido Conservador, que se desempeñó como primer ministro entre 1955 y 1957 tras la dimisión de su mentor, Winston Churchill. También fue ministro de Asuntos Exteriores en tres ocasiones (1935-1938, 1940-1945 y 1951-1955).
Educado en Eton y Oxford, militó en el Partido Conservador, por el que fue diputado desde 1923. Secretario parlamentario de Austen Chamberlain, llegó a ser uno de sus colaboradores más estrechos en el Ministerio de Asuntos Exteriores. Subsecretario de Estado Parlamentario de Asuntos Exteriores (1931-33) y lord del Sello Privado (1934), asumió luego la cartera de Relaciones con la Sociedad de Naciones. Secretario del Ministerio de Relaciones Exteriores entre 1935 y 1938, se reveló como un abierto enemigo de la política de apaciguamiento frente a Alemania, lo que le llevó a dimitir del cargo.
Al estallar la Segunda Guerra Mundial, se convirtió en el segundo de Churchill y desempeñó los cargos de ministro de Colonias, de la Guerra y secretario del Ministerio de Relaciones Exteriores (1939-45). Con el triunfo conservador de 1951 volvió al Ministerio de Asuntos Exteriores y desarrolló un brillante papel internacional, especialmente en las conferencias de Londres y Ginebra.
Nombrado primer ministro en 1955 tras la dimisión de Winston Churchill del cargo, su apoyo a la intervención franco-británica en Egipto en 1956 le hizo perder prestigio, dimitiendo en enero de 1957 y retirándose a escribir sus memorias. Esta fracasada intervención se ha señalado siempre como uno de los símbolos y el inicio de la debilidad británica tras la Segunda Guerra Mundial.

## Familia
Eden había nacido en 1897 en Windlestone Hall, residencia de campo ubicada en el Condado de Durham, al norte de Inglaterra, en una familia conservadora de la nobleza terrateniente. Era el tercero de cuatro hijos de sir William Eden, séptimo y quinto baronet, excoronel y magistrado local. Sir William era un hombre excéntrico, de mal genio y carácter, pero con gusto por la pintura, siendo un talentoso acuarelista, retratista y coleccionista de obras impresionistas.
La madre de Eden, Sybil Frances Gray, era miembro de la prominente familia Gray de Northumberland. Ella había querido casarse con Francis Knollys, quien más tarde fue un importante consejero real, pero el entonces príncipe de Gales prohibió dicho matrimonio. Aunque era una figura popular a nivel local, tenía una relación tensa con sus hijos y su despilfarro arruinó la fortuna de la familia. El hermano mayor de Eden, Tim, tuvo que vender Windlestone en 1936. Rab Butler bromearía más tarde que Eden, un hombre guapo, pero de mal genio, era «mitad baronet loco, mitad mujer hermosa».
Su bisabuelo fue William Iremonger, quien estuvo al mando del 2.º Regimiento de Infantería durante la guerra de la Independencia Española, luchando bajo el mando de Arthur Wellesley, posterior duque de Wellington en la batalla de Vimeiro. También era descendiente del gobernador sir Robert Eden, primer baronet de Maryland y, a través de la familia Calvert de Maryland, estaba relacionado con la antigua aristocracia católica de Arundell y Howard. También era descendiente de la familia Schaffalitzky de Muckadell de Dinamarca y de la familia Bie de Noruega.
Durante muchos años se especuló que el padre biológico de Eden era el político y hombre de letras George Wyndham, pero tal afirmación era imposible, ya que Wyndham se encontraba en los territorios de Sudáfrica en el momento de la concepción de Eden. Si bien la hipótesis de que fuera el padre quedaba descartada, los rumores sobre la posible relación amorosa entre la madre de Eden y él persistieron; ambos intercambiaron comunicaciones afectuosas en 1896, pero Wyndham era un visitante poco frecuente de Windlestone y probablemente no correspondía a los sentimientos de Sybil. A Eden le divirtieron los rumores, pero según su biógrafo Rhodes James, probablemente no los creyó. No se parecía a sus hermanos, pero su padre, sir William, lo atribuyó a que era «un Grey, no un Eden».
Eden tenía un hermano mayor, John, que murió en combate en octubre de 1914, en los primeros compases de la Primera Guerra Mundial, y otro menor, Nicholas, que falleció cuando el crucero de batalla HMS Indefatigable en el que servía explotó y se hundió en el curso de la batalla de Jutlandia, en 1916.

## Primeros años

### Educación
Asistió a la escuela Sandroyd en Cobham de 1907 a 1910, donde destacó en idiomas. Luego se trasladó al Eton College en enero de 1911. Allí, ganó un premio Divinity y se destacó en cricket, rugby y remo, ganando los colores de la Casa en el último.
Aprendió francés y alemán en las vacaciones continentales y, de niño, se dice que hablaba francés mejor que inglés. Aunque Eden pudo conversar con Adolf Hitler en alemán en febrero de 1934 y con el primer ministro chino Zhou Enlai en francés en Ginebra (Suiza) en 1954, prefirió, por un sentido de profesionalismo, que los intérpretes tradujeran en las reuniones formales.
Aunque más tarde Eden afirmó no haber tenido ningún interés en la política hasta principios de la década de 1920, sus cartas y diarios de adolescentes muestran que estaba obsesionado con el tema. Era un conservador fuerte y partidista, que se regocijaba por la derrota de Charles Masterman en una elección parcial en mayo de 1913 y una vez asombró a su madre en un viaje en tren diciéndole el parlamentario y el tamaño de su mayoría para cada distrito electoral por el que pasaban. En 1914 era miembro de la Sociedad Eton.

### Primera Guerra Mundial
Durante la Gran Guerra, el hermano mayor de Eden, teniente John Eden, murió en combate el 17 de octubre de 1914, a los veintiséis años, mientras servía con el Duodécimo Cuerpo de Lanceros Reales. Está enterrado en el cementerio de la Comisión de Tumbas de Guerra de la Commonwealth, cerca de Ypres (Bélgica). Su tío Robin, aviador de combate, fue derribado y capturado más tarde mientras servía en el Real Cuerpo Aéreo.
Como voluntario para el servicio en el ejército británico, como muchos otros de su generación, Eden sirvió en el Vigesimoprimer Batallón del King's Royal Rifle Corps, una unidad del Ejército de Kitchener, inicialmente reclutada principalmente entre los trabajadores del condado de Durham, quienes fueron reemplazados cada vez más por londinenses después de las pérdidas en el Somme a mediados de 1916. Llegó a ser nombrado subteniente temporal el 2 de noviembre de 1915. Su batallón se transfirió al frente occidental el 4 de mayo de 1916 como parte de la 41.ª División. El 31 de mayo de 1916, el hermano menor de Eden, el guardiamarina William Nicholas Eden, de 16 años, falleció a bordo del HMS Indefatigable durante la batalla de Jutlandia. Se le conmemora en el Monumento Naval de Plymouth. Su cuñado, lord Brooke, también resultó herido durante la guerra.
Una noche de verano de 1916, cerca de Ploegsteert, aldea belga cerca de Comines-Warneton, Eden tuvo que liderar una pequeña incursión en una trinchera para matar o capturar a los soldados enemigos para identificar dichas unidades. Él y sus hombres fueron inmovilizados en tierra de nadie bajo el fuego enemigo, quedando su sargento gravemente herido en la pierna. Eden envió a un hombre de regreso a las líneas británicas para buscar a otro hombre y una camilla, y él y otros tres llevaron al sargento herido de regreso con, como más tarde lo relató en sus memorias, una «sensación de frío en la columna vertebral», sin saber si los alemanes no los habían visto en la oscuridad o se negaban caballerosamente a disparar. Omitió mencionar que había sido condecorado con la Cruz Militar (MC) por su acto, del que hizo poca mención en su carrera política. El 18 de septiembre de 1916, después de la batalla de Flers-Courcelette (dentro de la campaña del Somme), le escribió a su madre: «He visto cosas últimamente que probablemente no olvidaré». El 3 de octubre, se le nombró ayudante con el grado de teniente temporal. A los diecinueve años, era el ayudante más joven del frente occidental.
Su batallón luchó en Messines Ridge en junio de 1917. El 1 de julio de 1917, a Eden se le ascendió a teniente temporal, renunciando a su nombramiento como ayudante tres días después. También participó en los primeros días de la tercera batalla de Ypres (entre el 31 de julio y el 4 de agosto). Entre el 20 y el 23 de septiembre de 1917, su batallón pasó unos días realizando acciones de defensa costera en la frontera franco-belga.
El 19 de noviembre, Eden fue transferido al Estado Mayor como oficial de Grado 3 (GSO3), con el grado temporal de capitán. Sirvió en el cuartel general del Segundo Ejército entre mediados de noviembre de 1917 y el 8 de marzo de 1918, perdiendo el servicio en Italia (ya que la 41.ª División había sido trasladada allí después de que el Segundo Ejército italiano fuera derrotado en la batalla de Caporetto). Eden regresó al frente occidental cuando una importante ofensiva alemana era inminente; allí su batallón se disolvió y sus hombres se distribuyeron entre otras unidades para mitigar la aguda escasez de personal del ejército británico. Aunque el entonces primer ministro David Lloyd George era uno de los pocos políticos de los que Eden informó que los soldados de primera línea hablaban muy bien, le escribió a su hermana (el 23 de diciembre de 1917) disgustado por su «tontería» al negarse a extender el servicio militar obligatorio a Irlanda.
En marzo de 1918, durante la ofensiva de primavera alemana, estuvo destinado cerca de La Fère, frente a Adolf Hitler, como supo en una conferencia en 1935. En un momento, cuando el cuartel general de la brigada fue bombardeado por los aviones alemanes, su compañero le dijo: «Ahí has tenido tu primera experiencia de la próxima guerra». El 26 de mayo de 1918, se le ascendió a mayor de brigada de la 198.ª Brigada de Infantería, parte de la 66.ª División. A la edad de veinte años, Eden era el mayor de brigada más joven del ejército británico.
Consideró presentarse al Parlamento al final de la guerra, pero las elecciones generales se convocaron demasiado pronto para que eso fuera posible. Después del armisticio con Alemania, pasó el invierno de 1918-1919 en las Ardenas con su brigada. El 28 de marzo de 1919, fue transferido para ser mayor de brigada de la 99.ª Brigada de Infantería. Eden sopesó la posibilidad de solicitar un puesto en el Ejército Regular, pero era muy difícil de conseguir con el ejército contrayéndose tan rápidamente. Inicialmente rechazó la sugerencia de su madre de estudiar en Oxford. También rechazó la idea de hacerse abogado. Sus alternativas de carrera preferidas en esta etapa eran postularse al Parlamento por Bishop Auckland, pedir plaza en el Servicio Civil en África Oriental o en el Ministerio de Relaciones Exteriores. Desmovilizado el 13 de junio de 1919, conservó la graduación de capitán.

### Etapa universitaria en Oxford
Eden había incursionado en el estudio del turco con un amigo de la familia. Después de la guerra, estudió lenguas orientales (persa y árabe) en Christ Church (Oxford), a partir de octubre de 1919. El persa era su lengua principal y el árabe, la secundaria. Estudió con Richard Paset Dewhurst y David Samuel Margoliouth.
En Oxford, Eden no participó en la política estudiantil, siendo su principal interés de ocio el arte, llegando a ser miembro de la Sociedad Dramática de la Universidad de Oxford y presidente de la Sociedad Asiática. Junto con David Cecil y Gathorne-Hardy, fundó la Sociedad Uffizi, de la que más tarde fue presidente. Posiblemente bajo la influencia de su padre, presentó un estudio sobre Paul Cézanne, cuyo trabajo aún no era muy apreciado. Para esa época, siguiendo los pasos de su padre también, comenzó a coleccionar pinturas.
Volvió a ser llamado al servicio militar como teniente del 6.º Batallón de Infantería Ligera de Durham en julio de 1920, cuando todavía era estudiante. En la primavera de 1921, una vez más como capitán temporal, comandó las fuerzas de defensa locales en Spennymoor, donde se preveía que hubiese disturbios dado el grave malestar industrial en la zona. Volvió a renunciar a su cargo el 8 de julio. Se graduó de Oxford en junio de 1922 con honores(double first). Continuó sirviendo como oficial en el Ejército Territorial hasta mayo de 1923.

## Comienzos en política (1922-1931)
Eden, seguido activo de la política, y con sueños de llegar a ser parlamentario, comenzó su carrera en los comicios para el escaño por Spennymoor, dentro de las filas del Partido Conservador. Al principio, había esperado ganar con algo de apoyo liberal, ya que los conservadores seguían apoyando al gobierno de coalición de Lloyd George, pero en el momento de las elecciones generales de noviembre de 1922, estaba claro que el aumento en el voto laborista lo hacía poco probable. Su patrocinador principal fue el marqués de Londonderry, un propietario de carbón local. El escaño por el que pujaba pasó de los liberales a los laboristas.
El padre de Eden había muerto el 20 de febrero de 1915. Como el menor de sus hijos, había heredado un capital de 7675 libras esterlinas de la época, y en 1922 tenía un ingreso privado de 706 libras después de liquidación de impuestos (lo que equivalía, en ratios de 2014, a sumas de 375 000 y 35 000 libras esterlinas, respectivamente).
Eden leyó los escritos de lord Curzon y esperaba emularlo al ingresar a la política con miras a especializarse en asuntos exteriores. Eden se casó con Beatrice Beckett en el otoño de 1923, y después de una luna de miel de dos días en Essex, fue seleccionado para las elecciones parciales en Warwick and Leamington en noviembre de 1923, siendo su oponente laborista, Daisy Greville, condesa de Warwick. El 16 de noviembre de 1923, durante la campaña de las elecciones parciales, el Parlamento se disolvió para las elecciones generales de diciembre de 1923. Tras estos comicios consiguió finalmente su plaza en el Parlamento, a los veintiséis años de edad.
El primer gobierno laborista, presidido por Ramsay MacDonald, tomó posesión en enero de 1924. El discurso investidura de Eden (19 de febrero de 1924) fue un controvertido ataque a la política de defensa laborista; las interrupciones que sufrió le hicieron recapacitar, cuidar el tono y preparar más cuidadosamente sus siguientes discursos. Más tarde reimprimió el discurso en la colección Foreign Affairs (1939) para dar la impresión de que había sido un firme defensor de la fuerza del aire. Eden admiraba a Herbert Henry Asquith, quien en ese momento vivía su último año como parlamentario en la Cámara de los Comunes, por su lucidez y brevedad. El 1 de abril de 1924, habló para instar a la amistad anglo-turca y la ratificación del Tratado de Lausana, se había firmado en julio de 1923.
El gabinete de MacDonald apenas tuvo tiempo de fraguar la legislatura, pues nuevos comicios a finales de año llevaron de vuelta a los conservadores, de nuevo con Stanley Baldwin, al Ejecutivo. En enero de 1925, Eden, decepcionado tras no habérsele ofrecido un puesto, realizó una gira por Oriente Próximo y conoció al emir Fáysal de Irak, quien llegó a asegurarle que el destino del zar de Rusia Nicolás II y el suyo «pueden ser similares» (en relación con los siguientes hechos que les ocurrió a la familia real iraquí en 1958). En su estancia, inspeccionó la refinería de petróleo en Abadán (actual Irán), que comparó con «un Swansea en pequeña escala».
Fue nombrado secretario privado parlamentario de Godfrey Locker-Lampson, subsecretario del Ministerio del Interior (17 de febrero de 1925), bajo las órdenes del titular William Joynson Hicks.
En julio de 1925, realizó un segundo viaje a Canadá, Australia e India. Escribió artículos para The Yorkshire Post, controlado por su suegro sir Gervase Beckett, bajo el seudónimo de «Backbencher». En septiembre de 1925, representó al Yorkshire Post en la Conferencia Imperial de Melbourne.
Eden continuó siendo secretario de Locker-Lampson cuando este último fue designado subsecretario del Ministerio de Relaciones Exteriores en diciembre de 1925. Se distinguió con un discurso sobre el Oriente Próximo (21 de diciembre de 1925), en el que pedía el reajuste de las fronteras iraquíes a favor de Turquía, pero también un mandato británico continuo, en lugar de un «hundimiento». Eden terminó su discurso volviendo a abogar por la amistad anglo-turca. El 23 de marzo de 1926, habló para instar a la Sociedad de las Naciones a admitir a Alemania, lo que sucedería al año siguiente. En julio de 1926 se convirtió en secretario personal de Austen Chamberlain, secretario de Relaciones Exteriores. Con Chamberlain ausente por motivos de salud, Eden tuvo que hablar en nombre del Gobierno en un debate en sede parlamentaria sobre un reciente acuerdo naval anglo-francés, en respuesta a una pregunta del expresidente laborista Ramsay MacDonald, de nuevo jefe de la oposición. Según Austen Chamberlain, habría sido ascendido a su primer puesto ministerial, subsecretario del Ministerio de Relaciones Exteriores, si los conservadores hubieran ganado las elecciones de 1929.
Las elecciones generales de 1929 fueron la única vez que Eden recibió menos del 50 % de los votos en Warwick. Tras la derrota de los conservadores, se unió a un grupo progresista de políticos más jóvenes formado por Oliver Stanley, William Ormsby-Gore y el futuro speaker William Morrison. Otro miembro era Noel Skelton, quien antes de su muerte había acuñado la frase «democracia propietaria», que Eden popularizaría más tarde como una aspiración del Partido Conservador. Eden abogó por la asociación conjunta en la industria entre gerentes y trabajadores, a quienes quería que se les dieran acciones.
En oposición entre 1929 y 1931, Eden trabajó como corredor municipal para Harry Lucas, una empresa que finalmente quedó absorbida por S. G. Warburg & Co., un banco de inversiones de la metrópoli.

## Etapa en el Ministerio de Asuntos Exteriores (1931-1935)

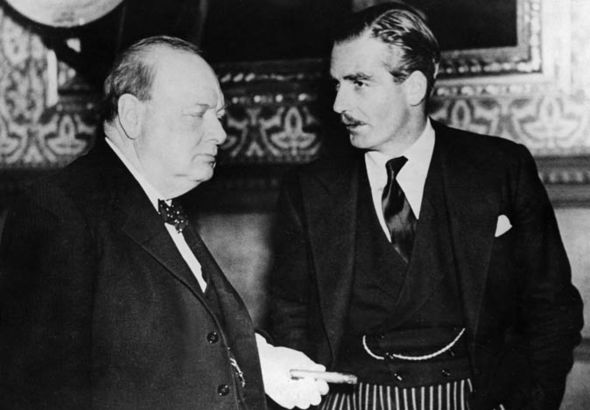
Winston Churchill junto a Eden en 1935.

En agosto de 1931, Eden ocupó su primer cargo ministerial como subsecretario de Asuntos Exteriores en el gobierno laborista de Ramsay MacDonald. Inicialmente su puesto lo ocupaba lord Reading (en la Cámara de los Lores), pero sir John Simon lo sustituyó en noviembre de 1931.
Como muchos de los de su generación que habían servido en la Primera Guerra Mundial, Eden estaba fuertemente en contra de la guerra y se esforzó por trabajar en la Sociedad de las Naciones para preservar la paz europea. El gobierno propuso medidas que reemplazaran el Tratado de Versalles de la posguerra para permitir que Alemania se rearmara (aunque reemplazara su pequeño ejército profesional con una milicia de servicio corto) y reducir el armamento francés. Winston Churchill criticó duramente la política en la Cámara de los Comunes el 23 de marzo de 1933, oponiéndose al desarme francés «indebido», ya que esto podría requerir que el Reino Unido tomara medidas para hacer cumplir la paz en virtud del Tratados de Locarno de 1925. Eden, respondiendo por el gobierno, tildó el discurso de Churchill de exagerado y poco constructivo, comentó que el desarme terrestre aún no había logrado el mismo progreso que el naval plasmado en los Tratados de Washington y Londres y argumentó que el desarme francés era necesario para «asegurar para Europa ese período de apaciguamiento que se necesita». El discurso de Eden fue bien recibido en la Cámara de los Comunes. Neville Chamberlain comentó poco después que Eden «avanzaba rápido; no solo puede dar un buen discurso, sino que tiene buena cabeza y los consejos que da son escuchados por el Gabinete». Eden escribió más tarde que, a principios de la década de 1930, la palabra «apaciguamiento» todavía se usaba en un sentido correcto para tratar de resolver conflictos. Solo más tarde en la década llegaría a adquirir un significado peyorativo de ceder a la intimidación.
Fue nombrado lord del Sello Privado en diciembre de 1933, un puesto que combinó con la oficina recién creada de ministro de Asuntos de la Sociedad de Naciones. Como lord del Sello Privado, Eden tomó posesión del Consejo Privado del Reino Unido durante la celebración y honores por el cumpleaños de Jorge V del Reino Unido de 1934. El 25 de marzo de 1935, acompañando a sir John Simon, Eden se reunió con Hitler en Berlín y presentó una débil protesta después de que este restaurase el servicio militar obligatorio contra lo dispuesto en el Tratado de Versalles. Ese mismo mes, Eden también se reunió con Stalin y Litvínov en Moscú.
Ascendió en su carrera al entrar en el gabinete de Stanley Baldwin tras la formación de su tercer gobierno en junio de 1935. Más tarde, Eden llegó a reconocer que la paz no se podía mantener apaciguando a la Alemania nazi y la Italia fascista. Se opuso en privado a la política del secretario de Relaciones Exteriores, Samuel Hoare, de tratar de apaciguar a Italia durante su invasión de Abisinia (actual Etiopía) en 1935. Eden lo sucedió como secretario después de que Hoare renunciara tras el fracaso del Pacto Hoare-Laval.
En 1935, Baldwin envió a Eden a una visita de dos días para ver a Hitler, con quien cenó dos veces. El biógrafo de Litvínov, John Holroyd-Doveton, creía que Eden compartía con Molotov la experiencia de ser las únicas personas que habían cenado con Hitler, Churchill, Roosevelt y Stalin, aunque no en la misma ocasión. Hitler nunca cenó con ninguno de los otros tres líderes y, hasta donde se sabe, Stalin nunca vio en persona a Hitler.
Attlee estaba convencido de que la opinión pública podía detener a Hitler, diciendo en un discurso en la Cámara de los Comunes que se debía creer «en un sistema de liga en el que el mundo entero estaría alineado contra un agresor. Si se demuestra que alguien se propone romper la paz, pongamos a la opinión mundial en su contra».
Sin embargo, Eden, más realista, llegó a predecir que había que detener a Hitler. «Es posible que la única acción posible sea unirnos a las potencias que son miembros de la Sociedad para afirmar nuestra fe en esa institución y defender los principios del Pacto. Las grandes potencias deben reiterar sus intenciones de colaborar más estrechamente que nunca. No es solo el único medio imponer sensatez a Alemania, sino que el efecto inevitable de que persista en su política actual será consolidar contra ella a todas aquellas naciones que creen en la colectividad y la seguridad, pero también tenderá a dar confianza a las naciones menos poderosas que, por temor a la creciente fuerza de Alemania, bien podrían verse arrastradas a su órbita».
Eden se dirigió a Moscú para conversar con Stalin y el ministro soviético Litvínov. La mayor parte del gabinete británico temía la expansión del bolchevismo al Reino Unido y odiaba a los soviéticos, pero Eden fue con la mente abierta y respetó a Stalin. Sobre él, llegaría a comentar de su personalidad que «tenía buenos modales naturales, tal vez una herencia georgiana. Aunque sabía que el hombre no tenía piedad, respeté la calidad de su mente e incluso sentí una simpatía que nunca he podido analizar. Quizá fue por el enfoque pragmático. No puedo creer que tuviera ninguna afinidad con Marx. Ciertamente nadie podría haber sido menos doctrinario».
Eden estaba seguro de que la mayoría de sus colegas no se sentirían entusiasmados con cualquier informe favorable sobre la Unión Soviética, pero estaba seguro de que estaba en lo cierto. Los representantes de ambos gobiernos se alegraron de observar que, como resultado de un intercambio de opiniones pleno y franco, no existía conflicto de intereses entre ellos sobre ninguno de los principales temas de política internacional, lo que proporcionó una base firme entre ellos en la causa de la paz. Eden declaró que cuando envió el comunicado a su gobierno, pensó que sus colegas serían poco entusiastas. El autor John Holroyd-Doveton argumentaría más tarde que Eden tenía razón al defender la liga con la URSS: a diferencia de Francia, cuyo ejército fue vencido por el alemán y que infringió su tratado de alianza con el Reino Unido al solicitar el armisticio a Alemania, el Ejército Rojo finalmente acabó ganando la guerra cuando sus tropas tomaron Berlín en 1945.

## Labor como secretario de Exteriores (1935-1938)

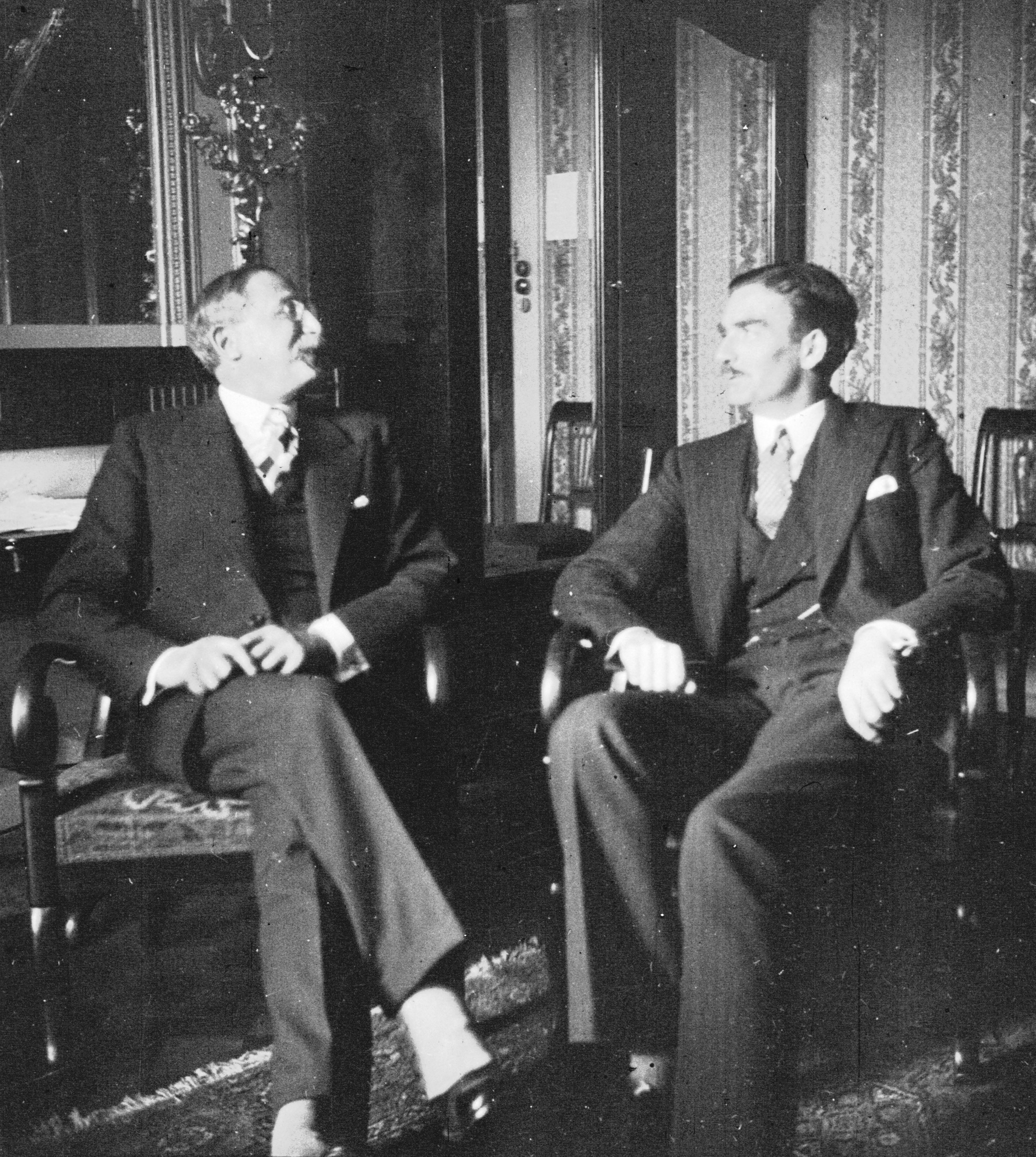
Eden junto al primer ministro francés Léon Blum en Ginebra (Suiza).

Eden se convirtió en secretario de Relaciones Exteriores en un momento en el que Gran Bretaña tuvo que reajustar su política y maniobras de actuación en el plano internacional ante el ascenso de las potencias fascistas. Apoyó la política de no injerencia en la guerra civil española a través de conferencias como la de Nyon, apoyando al primer ministro Neville Chamberlain en sus esfuerzos por mantener la paz mediante concesiones razonables a Alemania. La guerra entre Italia y Etiopía se estaba gestando y Eden intentó en vano persuadir a Benito Mussolini de que sometiera la disputa territorial a la Sociedad de Naciones. El dictador italiano se burló públicamente de Eden llamándolo «el tonto mejor vestido de Europa». Eden no protestó cuando el Reino Unido y Francia no se opusieron a la reocupación de Renania por parte de Hitler en 1936. Cuando los franceses solicitaron una reunión con miras a algún tipo de acción militar en respuesta a la ocupación alemana, la declaración de Eden descartó firmemente cualquier auxilio militar a Francia.
Eden dimitió el 20 de febrero de 1938 como protesta pública contra la política de Chamberlain de llegar a un acuerdo amistoso con Italia. Eden utilizó informes secretos de espionaje para concluir que el régimen de Mussolini en Italia representaba una amenaza para el Reino Unido.
Para ese momento, Eden todavía no pretendía oponerse al apaciguamiento de la Alemania nazi. Se convirtió en un disidente conservador, al frente de un grupo que el oficial disciplinario del partido David Margesson llamó «Glamour Boys» («los muchachos con encanto»). Mientras tanto, el dirigente antiapaciguador Winston Churchill encabezaba otro grupo similar llamado «La Vieja Guardia». Todavía no eran aliados y no se verían cara a cara hasta que Churchill se convirtiera en primer ministro en 1940. Se especuló mucho sobre que Eden fuera el centro en el que convergieran todos los oponentes dispares de Chamberlain, pero su posición declinó considerablemente entre políticos, ya que mantuvo un perfil bajo y evitó el enfrentamiento; de ahí que, si bien se opuso a los acuerdos de Múnich, se abstuviera en la votación correspondiente en la Cámara de los Comunes. Sin embargo, siguió siendo popular en el país en general y, en años posteriores, a menudo se suponía erróneamente que había dimitido como secretario de Relaciones Exteriores en protesta por tal Acuerdo y el apaciguamiento en general. En una entrevista de 1967, Eden explicó su decisión de dimitir: «teníamos un acuerdo con Mussolini sobre el Mediterráneo y España, que estaba violando al enviar tropas a España, y Chamberlain quería tener otro acuerdo. Pensé que Mussolini debía honrar el primero uno antes de negociar el segundo. Estaba tratando de luchar contra una acción dilatoria del Reino Unido y no podía aceptar la política de Chamberlain».

## Segunda Guerra Mundial

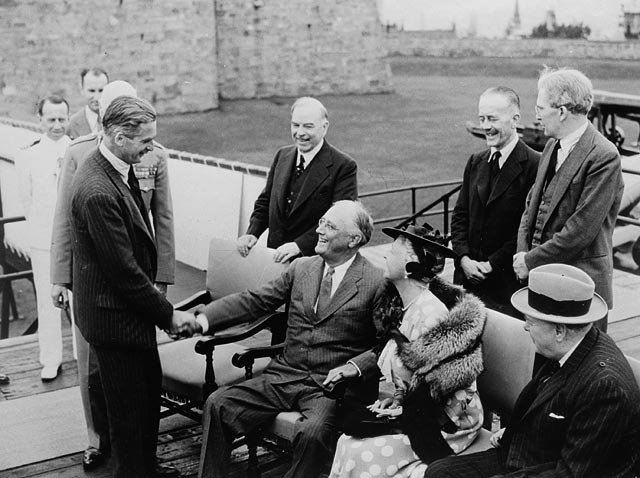
Eden con Mackenzie King, primer ministro de Canadá, y Winston Churchill reuniéndose con Franklin D. Roosevelt en la Conferencia de Quebec de 1943.

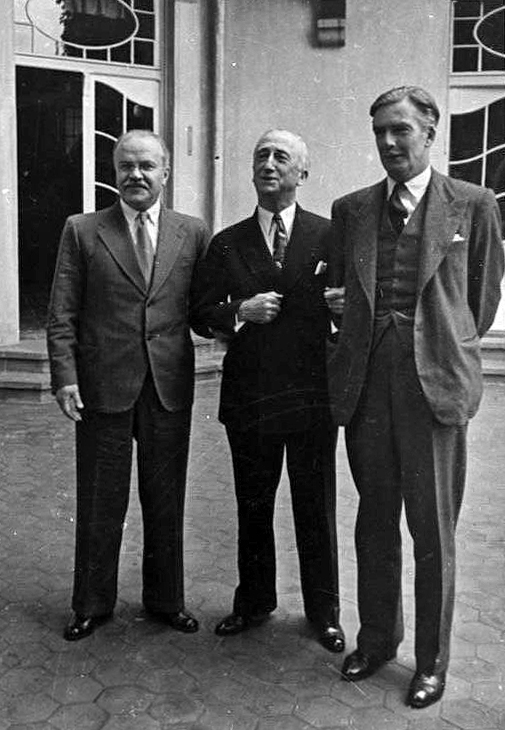
Eden junto a los ministros de Relaciones Exteriores soviético, Viacheslav Mólotov, y estadounidense, James F. Byrnes, en la Conferencia de Potsdam de julio de 1945.

Durante los últimos meses de paz en 1939, antes de llegar septiembre, Eden se unió al Ejército de Reserva británico con el grado de mayor sirviendo al batallón motorizado London Rangers del King's Royal Rifle Corps. Se encontraba con dicho cuerpo en un campamento en Beaulieu (Hampshire), cuando conoció la noticia del Pacto Ribbentrop-Mólotov, firmado el 23 de agosto de 1939, por el que la Alemania nazi y la Unión Soviética suscribieron un acuerdo de no agresión mutuo que escondía el posterior reparto del territorio de Polonia que sería repartida llegada la guerra.
Al estallar la guerra, el 3 de septiembre de 1939, Eden, al contrario que muchos de los reservistas, no fue movilizado para el servicio en activo. Al contrario, regresó a la labor política en el gobierno de Chamberlain como secretario de Estado para Asuntos de los Dominios; en calidad de tal, visitó el Mandato británico de Palestina en febrero de 1940 para inspeccionar las tropas de la Segunda Fuerza Imperial Australiana. Sin embargo, no fue llamado a debate ni participó en las conversaciones del Gabinete de Guerra del gobierno. Como resultado, no fue designado candidato a primer ministro cuando Chamberlain presentó su dimisión en mayo de 1940 tras el debate de Narvik; Winston Churchill fue quien ocupó el cargo, y, esta vez, nombró a Eden secretario de Estado para la Guerra.
A finales de 1940, Eden regresó al Ministerio de Relaciones Exteriores e ingresó en el comité ejecutivo del Ejecutivo de Guerra Política en 1941. Aunque era uno de los más estrechos colaboradores de Churchill, su papel en tiempos de guerra quedó bastante restringido porque el propio Churchill eclipsó al resto de personajes dirigiendo las principales acciones de dicho período así como las reuniones y negociaciones, especialmente con Franklin D. Roosevelt y Iósif Stalin, si bien Eden le sirvió lealmente. En diciembre de 1941, viajó en barco a Rusia donde se reunió con Stalin y examinó los campos de batalla en los que los soviéticos habían defendido con éxito Moscú del ataque del ejército alemán en la Operación Barbarroja.
Pese a ser relegado de los principales acontecimientos de la política británica, sí que estuvo a cargo de manejar la mayor parte de las relaciones entre el Reino Unido y el dirigente de la Francia Libre, Charles de Gaulle, durante los últimos años de la guerra. Eden criticaba a menudo el énfasis que Churchill ponía en la relación especial con los Estados Unidos y estaba decepcionado por el trato que daban estos a sus aliados británicos.
En 1942, Eden recibió el papel adicional de líder de la Cámara de los Comunes; fue considerado para varios otros trabajos importantes durante y después de la guerra, incluido el de general en jefe de Oriente Próximo en 1942 (un nombramiento muy inusual al ser Eden civil, y que acabaría siendo para Harold Alexander), virrey de la India en 1943 (sería designado el general Archibald Wavell) o como secretario general de la recién formada Organización de las Naciones Unidas en 1945. En 1943, con la revelación de la masacre de Katyn, Eden se negó a ayudar al gobierno polaco en el exilio. Apoyó la idea de la expulsión de los alemanes étnicos de Checoslovaquia.
A principios de 1943, Eden bloqueó una solicitud de las autoridades búlgaras para ayudar a deportar a parte de la población judía a los territorios de Palestina bajo control británico. Después de su negativa, algunas personas fueron transportadas al campo de exterminio de Treblinka, en la Polonia ocupada por los nazis.
En 1944, Eden regresó a Moscú para negociar con la Unión Soviética en la Conferencia Tolstoi, donde mostró su rechazo al Plan Morgenthau para desindustrializar Alemania. Después de los asesinatos del campo de concentración de Stalag Luft III, en el que se recluían tropas aliadas capturadas por los nazis, se comprometió en la Cámara de los Comunes a someter a sus autores a la «justicia ejemplar»; la persecución de los perpetradores en la posguerra por parte de la Real Fuerza Aérea británica y su departamento de investigación condujo a su apresamiento.
El hijo mayor de Eden, el piloto y oficial Simon Gascoigne Eden, desapareció en acto de servicio y fue declarado muerto; estaba sirviendo en la Royal Air Force en Birmania en junio de 1945. Su muerte tuvo un profundo impacto en sus padres. Según los informes, la mujer de Anthony reaccionó a la pérdida de su hijo de manera diferente, lo que provocó una ruptura en el matrimonio. De Gaulle le escribió una carta personal de condolencia en francés.

## Período de postguerra y entrada en el gobierno de Winston Churchill

### En la oposición (1945-1951)
Tras la victoria de los laboristas en las elecciones de 1945 y el nombramiento de Clement Attlee como primer ministro, Eden pasó a la oposición política como jefe adjunto del Partido Conservador. Muchos sintieron que Churchill debía haberse retirado, apartarse de la política activa y dejar paso a jóvenes promesas del partido; Eden era uno de los favoritos para sucederlo al frente de la formación, algo que Churchill rehusó considerar, manteniéndose férreo en la idea de que él era la imagen del conservadurismo, merced a su pasada actuación como primer ministro durante los momentos más duros de la Segunda Guerra Mundial (crisis de Dunkerque, batalla de Inglaterra, el blitz o el desembarco de Normandía). Ya en la primavera de 1946, Eden le pidió abiertamente a Churchill que se retirara y le cediese el puesto. En cualquier caso, estaba deprimido al final de su primer matrimonio y a causa de la muerte de su hijo mayor. Churchill era, en muchos sentidos, sólo «líder de la oposición a tiempo parcial» debido a sus muchos viajes al extranjero y su trabajo literario; dejaba buena parte del trabajo diario a Eden, que se consideraba en gran parte como un elemento de la mentalidad urbana, del hombre moderno de postguerra. En los años de la oposición, sin embargo, desarrolló algunos conocimientos sobre asuntos internos y creó la idea de una «democracia propietaria», que el gobierno de Margaret Thatcher intentó lograr décadas más tarde. Su programa de política interior se consideraba en general de centro izquierda.

### Gobierno Churchill (1951-1955)

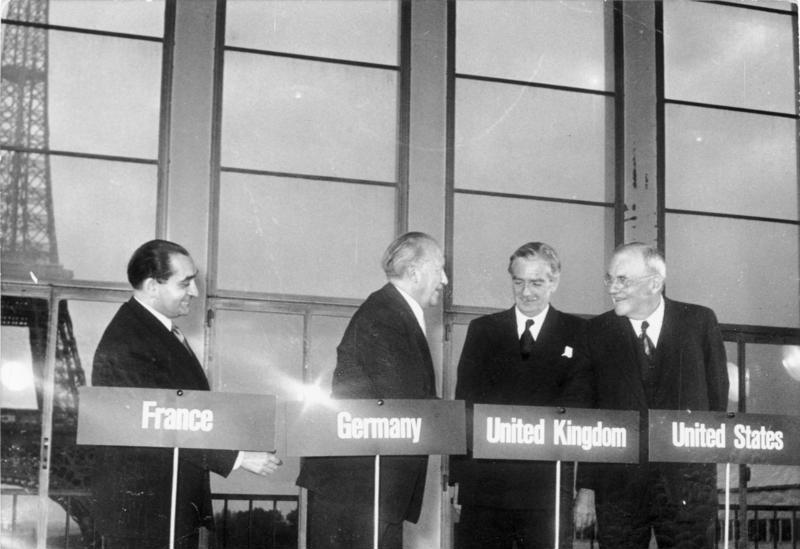
Las negociaciones en Londres y París en 1954 pusieron fin a la ocupación aliada de Alemania Occidental y permitieron su rearme como miembro de la OTAN.

Pese a que los laboristas revalidaron su victoria en las elecciones de febrero de 1950, el gobierno de Attlee perdió fuelle rápidamente: varios de sus ministros más importantes estaban enfermos o envejecidos y faltaban nuevas ideas. La aplicación de medidas de austeridad en asuntos sociales por el canciller Hugh Gaitskell con el fin de costear la participación británica en la guerra de Corea originó una crisis del gabinete y la dimisión de Aneurin Bevan como secretario de Salud, que creía que su presupuesto había quedado reducido al mínimo. Varios compañeros también renunciaron. Ante esa situación, cada vez más imposible de gobernar, la única alternativa era la convocatoria de elecciones anticipadas para octubre de 1951, con la esperanza de lograr una mayoría más viable y recuperar la autoridad. La apuesta fracasó: los laboristas perdieron por un estrecho margen ante el Partido Conservador, a pesar de ganar considerablemente más votos (lograron la mayor cantidad de votos de su historia). Attlee presentó su dimisión como primer ministro al día siguiente y Winston Churchill regresó al 10 de Downing Street.
Eden se integró en el nuevo ejecutivo de Churchill en calidad de secretario de Estado y, así mismo, de vice primer ministro, aunque el rey nunca lo nombró oficialmente para este último cargo, pues los asesores regios consideraron que el cargo no existía en la Constitución del Reino Unido (el nombramiento de Attlee durante la Segunda Guerra Mundial es una excepción) y que podría interferir con la prerrogativa del monarca de elegir libremente (en principio) al siguiente primer ministro. Churchill fue en gran parte una figura decorativa en el gobierno, y Eden tuvo el control efectivo de la política exterior británica por segunda vez, en un momento caraterizado por el declive del imperio y la intensificación de la Guerra Fría.
El biógrafo de Eden, Richard Lamb, dijo que Eden intimidó a Churchill para que se retractara de los compromisos contraídos sobre la unidad europea. El Reino Unido todavía era una potencia mundial o al menos intentaba serlo en la década de 1945-1955; el concepto de soberanía no estaba tan desacreditado allí como en el continente. Estados Unidos alentó los movimientos hacia el federalismo europeo para poder retirar tropas y rearmar a los alemanes bajo supervisión internacional. Eden era menos atlantista que Churchill y no tenía un concepto activo, positivo, del federalismo europeo. Quería alianzas firmes con Francia y otras potencias de Europa occidental para contener a Alemania. La mitad del comercio británico se realizaba entonces con la zona de la libra esterlina y solo una cuarta parte con Europa Occidental. A pesar de que más tarde se habló de «oportunidades perdidas», incluso Macmillan, que había sido un miembro activo del Movimiento Europeo después de la guerra, reconoció en febrero de 1952 que la relación especial del Reino Unido con los Estados Unidos y la Commonwealth le impediría durante mucho tiempo unirse a una Europa federal. Eden también estaba irritado por el anhelo de Churchill de una reunión o cumbre con la Unión Soviética en 1953 tras la muerte de Stalin. Eden enfermó gravemente por una serie de operaciones fallidas de los conductos biliares en abril de 1953 que casi lo matan. Después de eso, tuvo frecuentes episodios de mala salud física y depresión psicológica.
A pesar del fin del Raj británico en la India, el interés británico en Oriente Próximo se mantuvo firme. El Reino Unido tenía tratados con Jordania e Irak y era la potencia protectora de Kuwait y de los Estados de la Tregua, la potencia colonial en Adén y la ocupante en el canal de Suez. Muchos diputados conservadores de derecha, organizados en el llamado Grupo de Suez, trataron de mantener el papel imperial, pero las presiones económicas lo hicieron cada vez más difícil. El Reino Unido intentó mantener su enorme base militar en la zona del Canal de Suez y, ante el resentimiento egipcio, reforzar aún más su alianza con Irak; tenía la esperanza de que los estadounidenses lo ayudarían, quizá financieramente. Aunque los estadounidenses cooperaron con los británicos para derrocar al gobierno de Mohammad Mosaddeq en Irán después de que este nacionalizase los intereses petroleros británicos, los estadounidenses desarrollaron sus propias relaciones en la región, tenían una visión positiva de los oficiales libres egipcios y estrecharon lazos con Arabia Saudita. El Reino Unido se vio obligado finalmente a retirarse de la zona del canal, y el tratado de seguridad del Pacto de Bagdad no fue apoyado por Estados Unidos, lo que dejó a Eden vulnerable a la acusación de no haber mantenido el prestigio británico.
Eden tenía serios recelos sobre la política exterior estadounidense del secretario de Estado John Foster Dulles y del presidente Eisenhower. Ya en marzo de 1953, Eisenhower estaba preocupado por los crecientes costos de defensa y el aumento del poder estatal que traería consigo. Eden estaba molesto por la política de Dulles de «política arriesgada», o demostración de fuerza, en las relaciones con el mundo comunista. En particular, ambos habían intercambiado acalorados intercambios sobre la propuesta operación de ataque aéreo estadounidense (Operación Buitre) para tratar de salvar a la asediada guarnición francesa en la batalla de Ðiện Biên Phủ a principios de 1954. La operación se canceló, en parte, debido a la negativa de Eden a comprometerse con ella por temor a la intervención china y, en última instancia, a una tercera guerra mundial. Dulles se retiró temprano en las conversaciones de la Conferencia de Ginebra y criticó la decisión estadounidense de no firmar los acuerdos conseguidos. Sin embargo, el éxito de la reunión fue difundida por el propio Eden como un logro sobresaliente de su labor al frente del Ministerio de Asuntos Exteriores. Durante el verano y el otoño de 1954, también se negoció y ratificó el acuerdo anglo-egipcio para retirar todas las fuerzas británicas de Egipto.
Existía la preocupación de que si el proyecto de la Comunidad Europea de Defensa no se ratificaba como quería, Estados Unidos podría retirarse para defender solo el hemisferio occidental. La evidencia documental reciente confirma que Estados Unidos tenía la intención de retirar tropas de Europa de todos modos, incluso si esta comunidad hubiera sido ratificada. Después de que la Asamblea Nacional francesa rechazara la CED en agosto de 1954, Eden trató de encontrar una alternativa viable. Entre el 11 y el 17 de septiembre, visitó todas las capitales importantes de Europa Occidental para negociar que Alemania Occidental se convirtiera en un estado soberano, entrando en el Pacto de Bruselas antes de ingresar a la OTAN. Paul-Henri Spaak dijo que Eden «salvó la alianza atlántica».
En octubre de 1954 la reina Isabel II le nombró miembro de la Orden de la Jarretera, convirtiéndose en Sir Anthony Eden.

## Labor como primer ministro (1955-1957)
Viendo que estaba disminuyendo su capacidad física e intelectual, Churchill se retiró de su posición como primer ministro en abril de 1955, que ocupó Anthony Eden, quien por muchos años había sido su ambicioso protegido. Tres años antes, Eden se había casado con la sobrina de Churchill, Anna Clarissa Churchill, siendo este su segundo matrimonio.
Al asumir el cargo, convocó inmediatamente a elecciones generales para el 26 de mayo de 1955, en las que aumentó la mayoría conservadora de diecisiete a sesenta, la mayor ventaja de la que había gozado un gobierno respecto de la oposición en noventa años. Las elecciones generales de 1955 fueron las últimas en las que los conservadores obtuvieron la mayoría de los votos en Escocia. Sin embargo, Eden nunca había tenido una cartera nacional y tenía poca experiencia en asuntos económicos. Esas carencias hicieron que delegase este ramo a sus lugartenientes, como Rab Butler, y se concentrase principalmente en la política exterior, formando una estrecha relación con el presidente Eisenhower.
Eden tiene la distinción de ser el primer ministro británico que tuvo las cifras de desempleo más bajas de la era posterior a la Segunda Guerra Mundial: poco más de 215 000 personas, apenas el 1 % de la población activa, en julio de 1955.

### Crisis de Suez
La alianza con Estados Unidos no llegó a ser plena ni positiva por completo, y sufrió diversos reveses, como en julio de 1956, cuando el presidente egipcio Gamal Abdel Nasser nacionalizó el canal de Suez tras la retirada de los fondos angloamericanos para la presa de Asuán. Eden creía que tal nacionalización infringía el tratado anglo-egipcio de 1954 que Nasser había firmado con los gobiernos británico y francés el 19 de octubre de 1954, opinión que compartían tanto el dirigente laborista Hugh Gaitskell como el liberal Jo Grimond. En 1956 el canal de Suez era de vital importancia, ya que por él pasaban más de dos tercios de los suministros de petróleo de Europa Occidental (sesenta millones de toneladas anuales), quince mil barcos al año, un tercio de ellos británicos; tres cuartas partes de lo que atravesaba el Canal pertenecía a países de la OTAN. La reserva total de petróleo del Reino Unido en el momento de la nacionalización equivalía únicamente al consumo de seis semanas. La Unión Soviética estaba dispuesta a vetar cualquier sanción contra Nasser en las Naciones Unidas. Representantes británicos se reunieron en Londres con delegaciones de otras naciones tras la nacionalización en un intento por resolver la crisis por medios diplomáticos. Sin embargo, Nasser rechazó las propuestas de dieciocho países, incluida una oferta de representación egipcia en el directorio de la Compañía del Canal de Suez y una participación en las ganancias. Eden temía que Nasser tuviera la intención de formar una Alianza Árabe que amenazaría con cortar el suministro de petróleo a Europa y, junto con Francia, decidió que debería ser apartado del poder.
Eden, basándose en su experiencia de la década de 1930, vio a Nasser como otro Mussolini: consideraba a los dos hombres fascistas agresivos decididos a invadir otros países. Otros creían que Nasser estaba actuando por motivos patrióticos legítimos y el Ministerio de Relaciones Exteriores determinó que la nacionalización era deliberadamente provocativa, pero no ilegal. El fiscal general del Reino Unido, Reginald Manningham-Buller, al que no se le preguntó oficialmente su opinión, expresó que el ataque previsto por el gobierno contra Egipto sería ilegal.
El entonces secretario de Asuntos Exteriores, Anthony Nutting, recordó que Eden le dijo: «¿Qué es toda esta tontería de aislar a Nasser o "neutralizarlo" como tú lo llamas? Quiero que lo destruyan, ¿no puedes entenderlo? Quiero que lo asesinen, y si tú y el Ministerio de Relaciones Exteriores dicen "No estoy de acuerdo", entonces será mejor que vengas al gabinete y expliques por qué». Cuando Nutting señaló que no tenían un gobierno alternativo para reemplazar a Nasser, Eden aparentemente respondió: «Me importa una mierda [sic.] si hay anarquía y caos en Egipto». En una reunión privada en Downing Street el 16 de octubre de 1956, Eden mostró a varios ministros un plan, presentado dos días antes por los franceses: Israel invadiría Egipto, el Reino Unido y Francia darían un ultimátum exigiendo el cese de las operaciones de los dos contendientes y, cuando uno se negara, enviarían tropas para hacer cumplir el ultimátum, separar a las partes, ocupar el Canal y deshacerse de Nasser. Cuando Nutting sugirió que se debería consultar a los estadounidenses, Eden respondió: «No meteré a los estadounidenses en esto... Dulles ya ha hecho bastante daño. Esto no tiene nada que ver con los estadounidenses. Nosotros y los franceses debemos decidir qué hacer. Nosotros solos». Eden admitió abiertamente que su visión de la crisis fue moldeada por sus experiencias en las dos guerras mundiales y escribió: «Todos estamos marcados hasta cierto punto por el sello de nuestra generación, el mío es el del asesinato en Sarajevo y todo lo que fluyó de él. Es imposible leer lo sucedido ahora y no sentir que tenemos la responsabilidad de estar siempre un paso por detrás... Siempre un paso por detrás, un paso fatal».
No se trataba de una respuesta militar inmediata a la crisis. Chipre no tenía puertos de gran calado, lo que significaba que Malta, a varios días de navegación desde Egipto, tendría que ser el principal punto de concentración de la flota de invasión si el gobierno libio no permitía una invasión terrestre a través de su territorio. Eden sopesó inicialmente utilizar las fuerzas británicas en el Reino de Libia para recuperar el Canal, pero luego decidió que esto corría el riesgo de enardecer la opinión árabe. A diferencia del primer ministro francés Guy Mollet, que veía la recuperación del Canal como el objetivo principal, Eden creía que la verdadera necesidad era destituir a Nasser de su cargo. Esperaba que si el ejército egipcio era derrotado rápida y humillantemente por las fuerzas anglo-francesas, el pueblo egipcio se levantaría contra Nasser. Eden le dijo al mariscal de campo Bernard Montgomery que el objetivo general de la misión era simplemente «derribar a Nasser de su posición». En ausencia de un levantamiento popular, Eden y Mollet dirían que las fuerzas egipcias eran incapaces de defender su país y, por lo tanto, las anglo-francesas tendrían que regresar para proteger el Canal de Suez.
Eden creía que si se veía que Nasser se salía con la suya con la toma del Canal, Egipto y otros países árabes podrían acercarse a la órbita soviética. En ese momento, Oriente Próximo suministraba entre el 80 % y el 90 % del petróleo de Europa Occidental, y la acción de Nasser podía suponer un acicate para que otros países de la región comenzaran a nacionalizar sus industrias petroleras. La invasión, sostuvo Eden en ese momento y nuevamente en una entrevista en 1967, tenía como objetivo mantener la inviolabilidad de los acuerdos internacionales y prevenir futuras denuncias unilaterales de tratados. Eden se mostró enérgico durante la crisis al utilizar los medios de comunicación, incluida la BBC, para incitar a la opinión pública a apoyar sus puntos de vista sobre la necesidad de derrocar a Nasser. En septiembre de 1956 se elaboró un plan para reducir el flujo de agua en el Nilo mediante el uso de presas en un intento de dañar la posición de Nasser. Sin embargo, el plan quedó abandonado porque tardaría meses en aplicarse y por temor a que pudiera afectar a otros países como Uganda y Kenia.
El 25 de septiembre de 1956, el ministro de Hacienda, Harold Macmillan, se reunió informalmente con el presidente Eisenhower en la Casa Blanca; confundió la determinación de Eisenhower de evitar la guerra y le dijo a Eden que los estadounidenses no se opondrían de ninguna manera al intento de derrocar a Nasser. Aunque Eden conocía a Eisenhower desde hacía años y tuvo muchos contactos directos durante la crisis, también interpretó mal la situación. Los estadounidenses se veían a sí mismos como los campeones de la descolonización y se negaban a apoyar cualquier movimiento que pudiera considerarse imperialista o colonialista. Eisenhower sintió que la crisis debía manejarse pacíficamente; le dijo a Eden que la opinión pública estadounidense no respaldaría una solución militar. Eden y otros importantes funcionarios británicos creyeron incorrectamente que el apoyo de Nasser a la milicia palestina contra Israel, así como sus intentos de desestabilizar los regímenes prooccidentales en Irak y otros estados árabes, disuadirían a Estados Unidos de oponerse a la operación. Eisenhower advirtió específicamente que los estadounidenses y el mundo «estarían indignados» a menos que se hubieran agotado todas las soluciones pacíficas antes de emplear la violencia, e incluso entonces se mostrarían contrarios a la intervención militar. En la raíz del problema estaba el hecho de que Eden sentía que el Reino Unido seguía siendo una potencia mundial independiente. Su falta de simpatía por la integración británica en Europa, manifestada en su escepticismo sobre la incipiente Comunidad Económica Europea (CEE), fue otro aspecto de su creencia en el papel independiente del Reino Unido en los asuntos mundiales.
Israel invadió la península del Sinaí a fines de octubre de 1956. El Reino Unido y Francia actuaron aparentemente para separar a los dos bandos e imponer la paz, pero de hecho para recuperar el control del canal y derrocar a Nasser. Estados Unidos se opuso de inmediato y enérgicamente a la invasión. Las Naciones Unidas denunciaron la invasión, los soviéticos se mostraron belicosos y solo Nueva Zelanda, Australia, Alemania Occidental y Sudáfrica se pronunciaron a favor de la posición británica.
El canal de Suez era de menor importancia económica para Estados Unidos, que adquiría el 15 % de su petróleo a través de esa ruta. Eisenhower quería negociar la paz internacional en regiones «frágiles». No veía a Nasser como una seria amenaza para Occidente, pero le preocupaba que los soviéticos, que eran bien conocidos por querer una base naval permanente en el Mediterráneo para su flota del Mar Negro, pudieran tomar partido por Egipto. Eisenhower temía una reacción prosoviética entre las naciones árabes si, como parecía probable, Egipto sufría una derrota humillante a manos de británicos, franceses e israelíes.
Eden, que se enfrentó a la presión interna de su partido para tomar medidas, además de detener el declive de la influencia británica en el Próximo Oriente, había ignorado la dependencia financiera del Reino Unido de los Estados Unidos a raíz de la Segunda Guerra Mundial, y había asumido que Washington respaldaría automáticamente cualquier acción tomada por su aliado más estrecho. En un mitin público, celebrado en Trafalgar Square el 4 de noviembre de 1956, Aneurin Bevan ridiculizó a Eden: «Sir Anthony Eden ha estado fingiendo que ahora está invadiendo Egipto para fortalecer las Naciones Unidas. Por supuesto, todos los ladrones podrían decir lo mismo podría argumentar que estaba entrando en la casa para entrenar a la policía. Entonces, si es sincero en lo que está diciendo, y puede que lo sea, entonces es demasiado estúpido ser primer ministro». La opinión pública estaba dividida, si bien algunos historiadores piensan que la mayoría de la opinión pública en el Reino Unido estaba del lado de Eden. Este se vio obligado a ceder ante la presión diplomática y financiera estadounidense, y las protestas internas y perdir un alto el fuego cuando las fuerzas anglo-francesas habían ocupado solo treinta y siete millas del Canal. La amenaza de Estados Unidos de retirar el apoyo financiero a la libra esterlina dividió al gabinete británico y el ministro de Hacienda Harold Macmillan amenazó con dimitir a menos que se reclamase una tregua inmediata. Todo ello dejaba a Eden bajo una inmensa presión. El alto el fuego tendría lugar finalmente el 7 de noviembre.

### Deterioro de salud, pérdida de confianza y renuncia
Suez dañó gravemente la reputación de estadista de Eden y empeoró gravemente su salud, ya de por sí delicada. Se marchó a Jamaica de vacaciones, en un momento en el que todavía estaba decidido a continuar como primer ministro. Sin embargo, su salud no mejoró, y durante su ausencia de Londres, su canciller Harold Macmillan y Rab Butler trabajaron para sacarlo del cargo. En la mañana del alto el fuego, Eisenhower acordó reunirse con Eden para resolver públicamente sus diferencias, pero esta oferta se retiró más tarde después de que el secretario de Estado Dulles advirtiera que podría empeorar aún más la situación en Oriente Próximo.
El periódico The Observer acusó a Eden de mentir al Parlamento sobre la crisis de Suez, mientras que los diputados de todos los partidos criticaron su llamada a un alto el fuego antes de que se tomara el Canal. Churchill, aunque apoyaba públicamente las acciones de Eden, criticó en privado a su sucesor por no llevar la operación militar hasta su conclusión. Eden derrotó fácilmente una moción de censura en la Cámara de los Comunes el 8 de noviembre.
Mientras Eden estaba de vacaciones en Jamaica, otros miembros del gobierno discutieron el 20 de noviembre cómo contrarrestar las acusaciones de que el Reino Unido y Francia habían trabajado en connivencia con Israel para tomar el Canal, pero decidieron que había muy pocas pruebas de dominio público. A su regreso, el 14 de diciembre, Eden todavía esperaba continuar como primer ministro. Había perdido su base tradicional de apoyo en la izquierda conservadora y entre la opinión moderada a nivel nacional, pero parece haber esperado reconstruir una nueva base de apoyo entre la derecha. Sin embargo, su posición se había erosionado durante su ausencia. Quiso hacer una declaración atacando a Nasser como un títere de los soviéticos, así como a las Naciones Unidas, y hablando de las «lecciones de la década de 1930», pero Macmillan, Butler y lord Salisbury se lo impidieron.
A su regreso a la Cámara de los Comunes, el 17 de diciembre, entró en la Cámara sin que su propio partido le prestara atención. Un parlamentario conservador se levantó para agitar el orden del día de la sesión, pero hubo de sentarse avergonzado mientras los parlamentarios laboristas se reían. El 18 de diciembre se dirigió al comité de 1922 (diputados conservadores), declarando «mientras viva, nunca me disculparé por lo que hicimos», pero no pudo responder una pregunta sobre la validez de la Declaración Tripartita de 1950. En su declaración final a la Cámara de los Comunes como primer ministro, el 20 de diciembre, se desempeñó bien en un debate difícil, diciendo a los parlamentarios que «no se sabía de antemano que Israel atacaría a Egipto». Victor Rothwell escribe que el remordimiento por haber engañado a la Cámara de los Comunes de esta manera lo persiguió a partir de entonces, al igual que la preocupación de que la administración estadounidense pudiera exigir que Reino Unido pagara una indemnización a Egipto. Los documentos publicados en enero de 1987 mostraban que todo el gabinete había sido informado del plan el 23 de octubre de 1956.
Eden sufrió otra fiebre en Chequers durante la Navidad, pero todavía hablaba de planear un viaje oficial a la Unión Soviética para abril de 1957; quería una investigación completa sobre el asunto Crabb y molestando a lord Hailsham, primer lord del Almirantazgo, por los seis millones de libras gastados en almacenamiento de petróleo en Malta.
Renunció a su cargo de primer ministro el 9 de enero de 1957, después de que sus médicos le advirtieran que su vida estaba en juego si continuaba. El historiador John Charmley escribió que su «mala salud proporcionaba una razón digna para una acción [de manera indirecta, se refería a dimitir], que, en cualquier caso, habría sido necesaria». Por su parte, Rothwell escribió que «persiste el misterio» sobre cómo se convenció exactamente a Eden para que renunciara, aunque las escasas pruebas indican que Butler, que se esperaba que lo sucediera como primer ministro, estaba en el centro de la intriga. También dejó escrito que el malestar físico de Eden, con sus episodios febriles eran «desagradables, pero breves y no amenazaban la vida» y que pudo haber habido «manipulación de datos médicos» para hacer que su salud pareciera «incluso peor» de lo que era. Macmillan escribió en su diario que «la naturaleza había proporcionado una verdadera razón de salud» cuando una «enfermedad diplomática» podría haber sido inventada de otra manera. David Carlton, en 1981, llegó a aventurar incluso que Buckingham podría haber estado involucrado, una sugerencia discutida por Rothwell. Ya en la primavera de 1954, Eden se había mostrado indiferente a cultivar buenas relaciones con la nueva reina. También existen pruebas de que en Palacio estaban preocupados por no haber sido informados completamente durante la crisis de Suez. En la década de 1960, se observó que Clarissa Eden hablaba de la reina «de una manera extremadamente hostil y despectiva», y en una entrevista en 1976, Eden comentó que «no diría que ella era pro-Suez».
Aunque los medios esperaban que Butler obtuviera el visto bueno como sucesor de Eden, una encuesta del gabinete tomada por la Reina mostró que Macmillan era la elección casi unánime, por lo que tomó posesión como nuevo primer ministro el 10 de enero de 1957. Poco después, Eden y su esposa se fueron de Inglaterra para pasar un periodo de vacaciones en Nueva Zelanda.

## Retiro y últimos años
Al renunciar al puesto de primer ministro también abandonó su asiento en la Cámara de los Comunes. Eden se mantuvo en contacto con lord Salisbury; coincidía con él en que Macmillan había sido la mejor opción como primer ministro, pero comprendía que hubiese dimitido a causa de la política chipriota de Macmillan. A pesar de una serie de cartas en las que Macmillan casi le suplicaba que lo respaldase personalmente en las elecciones de 1959, Eden solo emitió una declaración de apoyo al gobierno conservador. Eden conservó gran parte de su popularidad personal en el Reino Unido y pensó en regresar al Parlamento. Según los informes, varios diputados conservadores estaban dispuestos a cederle sus escaños, aunque la jefatura del partido era menos entusiasta. Finalmente renunció a tales esperanzas a fines de 1960, después de una agotadora gira de conferencias por Yorkshire. Macmillan se ofreció inicialmente a recomendarlo para un vizcondado, que Eden asumió como un insulto calculado, y finalmente se le concedió un condado (que era entonces el rango tradicional para un ex primer ministro) después de recordarle a Macmillan que la reina ya le había ofrecido uno. Ingresó en la Cámara de los Lores como conde de Avon en 1961.
Vivió en Rose Bower, a orillas del río Ebble, en Broad Chalke, una pequeña localidad del condado de Wiltshire tras la jubilación. A partir de 1961 crio una manada de sesenta vacas Hereford hasta que un nuevo deterioro de su salud lo obligó a venderlas en 1975. En 1968, compró Alvediston Manor, donde residió hasta su muerte en 1977.
En julio de 1962, Eden pasó a primera plana y a ser noticia al comentar que «el señor Selwyn Lloyd ha sido tratado horriblemente» cuando este último fue despedido como canciller en la reorganización conocida como la «noche de los cuchillos largos británica». En agosto de 1962, en una cena, tuvo un «enfrentamiento difamatorio» con Nigel Birch quien, como secretario de Estado para el Aire, no había apoyado decididamente la invasión de Suez. En 1963, Eden favoreció al principio a Hailsham como dirigente conservador, pero luego traspasó su apoyo a Home, un candidato de conciliación.
Entre 1945 a 1973, Eden llegó a ser rector de la Universidad de Birmingham. En una entrevista televisiva en 1966, pidió a los Estados Unidos que detuvieran el bombardeo de Vietnam del Norte para concentrarse en desarrollar un plan de paz «que posiblemente sea aceptable para Hanói». Los bombardeos, argumentaba, nunca resolverían el conflicto y las diferencias entre las dos zonas de Vietnam. «Por el contrario», declaró, «los bombardeos crean una especie de complejo de David y Goliat en cualquier país que tenga que sufrir, como tuvimos que sufrir nosotros, y sospecho que los alemanes tuvieron que hacerlo en la última guerra».
Los artículos ocasionales de Eden y su aparición en televisión a principios de la década de 1970 fueron una excepción a un retiro casi total. Rara vez aparecía en público, a diferencia de otros ex primeros ministros, por ejemplo, James Callaghan, que comentaba con frecuencia los asuntos de actualidad. Incluso fue omitido accidentalmente de una lista de primeros ministros conservadores por Margaret Thatcher cuando se hizo con la jefatura conservadora en 1975, aunque más tarde hizo todo lo posible para establecer relaciones con Eden, y más tarde, con su viuda. En su retiro, criticó duramente regímenes como el de Sukarno en Indonesia, que confiscó activos pertenecientes a sus antiguos gobernantes coloniales, y pareció haber vuelto un poco a las opiniones de derecha que había adoptado en la década de 1920.
En su retiro, Eden mantuvo correspondencia con Selwyn Lloyd, coordinando la divulgación de información y con qué escritores estarían de acuerdo en hablar y cuándo. Los rumores de que el Reino Unido había coludido con Francia e Israel aparecieron, aunque de forma confusa, ya en 1957. En la década de 1970 habían acordado que Lloyd solo contaría su versión de la historia después de la muerte de Eden, pero Lloyd le sobrevivió un año, luchando con una enfermedad terminal para completar sus propias memorias.
Eden estaba particularmente amargado de que Eisenhower hubiera indicado al comienzo que las tropas británicas y francesas deberían poder permanecer en Port Said, y que luego el embajador de Estados Unidos, Henry Cabot Lodge Jr., exigiese una retirada inmediata en la ONU, lo que hizo fracasar la operación. Consideraba hipócrita la actitud del gobierno de Eisenhower en vista de los golpes de Estado en Irán (1953) y Guatemala (1954).
Publicó tres volúmenes de memorias políticas, en las que negó que hubiera habido connivencia con Francia e Israel en la crisis de Suez. Al igual que Churchill, se basó en gran medida en la escritura de «negros» jóvenes investigadores, cuyos borradores a veces arrojaba con enojo a los macizos de flores fuera de su estudio. Uno de ellos fue el joven David Dilks. En su opinión, el secretario de Estado estadounidense John Foster Dulles, quien le disgustaba especialmente, fue el responsable de la mala suerte de la aventura de Suez. En una conferencia de prensa en octubre, apenas tres semanas antes de que comenzaran los enfrentamientos, Dulles había relacionado el problema del Canal de Suez con el colonialismo, y su declaración enfureció a Eden y también a gran parte del Reino Unido. «La disputa sobre la toma del canal por parte de Nasser», escribió Eden, «no tenía, por supuesto, nada que ver con el colonialismo, sino que se refería a los derechos internacionales». Añadió que «si Estados Unidos tuviese que defender sus derechos en virtud del tratado en el Canal de Panamá, no consideraría tal acción colonialismo». Su falta de sinceridad disminuyó aún más su prestigio y una de las principales preocupaciones en sus últimos años fue tratar de mejorar su reputación, gravemente dañada por Suez; llegó incluso a emprender acciones legales para proteger su punto de vista.
Eden culpó a Estados Unidos por obligarlo a retirarse, pero se atribuyó el mérito de la acción de las Naciones Unidas al patrullar las fronteras entre Israel y Egipto. Dijo de la invasión: «La paz a cualquier precio nunca ha evitado la guerra. No debemos repetir los errores de los años anteriores a la guerra, comportándonos como si los enemigos de la paz y el orden estuvieran armados sólo con buenas intenciones». Al recordar el incidente en una entrevista de 1967, declaró: «Todavía no me arrepiento de Suez. La gente nunca mira lo que hubiera pasado si no hubiéramos hecho nada. Hay un paralelo con la década de 1930. Si permites que la gente rompa los acuerdos con impunidad, el apetito crece para alimentarse de esas cosas. No veo qué otra cosa deberíamos haber hecho. No se podía evitar. Es difícil actuar en lugar de desentenderse». En su entrevista de 1967, que dispuso que no se publicase salvo póstumamente, reconoció los tratos secretos con los franceses y las «indicaciones» para que Israel acometiese a Nasser. Sin embargo, insistió en que «la empresa conjunta y sus preparativos estaban justificados a la luz de los males que [la invasión anglo-francesa] estaba destinada a prevenir». «No tengo disculpas que ofrecer», declaró.
En el momento de su jubilación, le faltaba dinero, aunque The Times le pagó un anticipo de cien mil libras esterlinas por sus memorias, y cualquier beneficio sobre esta cantidad se dividiría entre él y el periódico. Para 1970, su fortuna ascendía a 185 000 libras: era rico por primera vez en su vida. Hacia el final, publicó unas memorias personales de sus primeros años: Another World (1976).

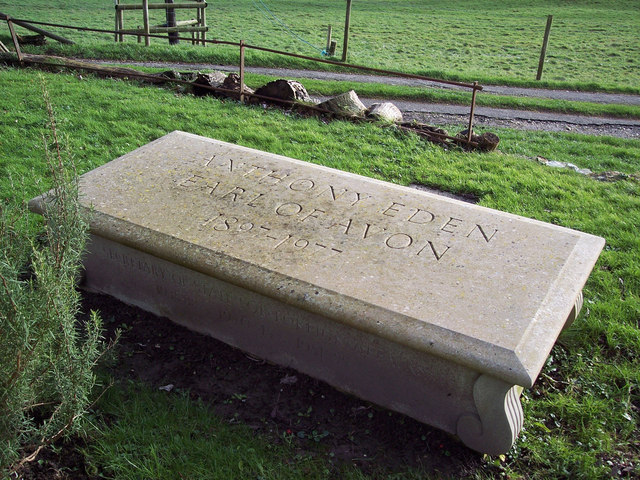
Tumba de Anthony Eden.

En diciembre de 1976, Eden se sintió lo suficientemente bien como para viajar con su esposa a los Estados Unidos para pasar la Navidad y el Año Nuevo con Averell y Pamela Harriman, pero después de llegar al país su salud se deterioró rápidamente. El primer ministro James Callaghan fletó un avión de la RAF estacionado en Estados Unidos que fue enviado a Miami para llevar a Eden a casa.
Eden murió de carcinoma metastásico de próstata a huesos y ganglios mediastínicos en su casa de Alvediston Manor, el 14 de enero de 1977, a los setenta y nueve años de edad. Fue enterrado en el cementerio de Santa María en Alvediston. Con su muerte, desaparecía el último bastión de la política dura del gabinete Churchill. Su hijo, Nicholas Eden, segundo conde de Avon (1930-1985), también fue político y ministro en el gobierno de Margaret Thatcher hasta su muerte de sida a la edad de cincuenta y cuatro años.

## Vida personal
El 5 de noviembre de 1923, poco antes de su elección al Parlamento, se casó con Beatrice Beckett, que entonces tenía dieciocho años. Tuvieron tres hijos: Simon Gascoigne (1924-1945), Robert, que murió muy poco después de nacer en octubre de 1928, y Nicholas (1930-1985). El matrimonio no fue un éxito, y ambas partes parecían llevar vidas por separado, hasta tal punto que el nombre de su mujer apenas es mencionado en sus diarios a mediados de la década de 1930. El matrimonio finalmente se quebró bajo la presión y la angustia de la pérdida de su hijo Simon, muerto en combate en Birmania en 1945. Su avión fue reportado como «desaparecido en combate» el 23 de junio, siendo encontrado el 16 de julio. Eden no quería que la noticia se hiciera pública hasta después del resultado de las elecciones del 26 de julio, para evitar pretensiones que invitaran a pensar que sacaba «provecho político» de dicha tragedia.
Entre 1946 y 1950, mientras estaba separado de su esposa, Eden mantuvo una relación abierta con Dorothy, mujer del conde David Beatty. En 1950, Eden y Beatrice finalmente se divorciaron, y en 1952, se casó con la sobrina de Churchill, Clarissa Spencer-Churchill, una católica ferozmente criticada por el novelista católico Evelyn Waugh por casarse con un hombre divorciado.
Eden tenía una úlcera de estómago, agravada por el exceso de trabajo, ya en la década de 1920. Durante una operación para extraer cálculos biliares el 12 de abril de 1953, uno de sus conductos resultó dañado, dejándole susceptible a infecciones recurrentes, obstrucción biliar e insuficiencia hepática. El médico consultado en ese momento era el médico real, Sir Horace Evans, primer barón Evans. Se recomendó a tres cirujanos y Eden eligió al que había realizado previamente su apendicectomía, John Basil Hume, cirujano del Hospital de San Bartolomé. También sufría de colangitis aguda, una infección abdominal que se volvió tan dolorosa que fue ingresado en el hospital en 1956 con episodios de fiebre alta. Requirió una cirugía mayor en tres o cuatro ocasiones para aliviar el problema.
Así mismo, le recetaron benzedrina, una de las drogas por excelencia usada durante la década de 1950. Considerado entonces como un estimulante inofensivo, pertenece a la familia de las anfetaminas, y en ese momento se prescribían y usaban de manera muy habitual. Entre sus efectos secundarios se encontraban el insomnio, la inquietud y los cambios de humor, todos los cuales sufrió Eden durante la crisis de Suez; de hecho, al principio de su mandato como primer ministro se quejaba de que el ruido de las motocicletas lo mantenía despierto durante la noche, no podía dormir más de 5 horas por noche o, a veces, se despertaba a las 3 de la mañana. Actualmente se acepta comúnmente que el régimen de drogas de Eden fue parte de la razón de su mal juicio mientras era primer ministro. La biografía de Thorpe, sin embargo, negó el abuso de bencedrina por su parte, afirmando que las acusaciones eran «falsas, como lo aclaran los registros médicos de Eden en la Universidad de Birmingham, aún no [en ese momento] disponibles para la investigación».
El documento de renuncia redactado por Eden para su entrega al gabinete el 9 de enero de 1957 admitía su dependencia de los estimulantes y negaba que hubieran afectado su juicio durante la crisis de Suez en el otoño de 1956. «Me he visto obligado a aumentar las drogas [tomado después de las "malas operaciones abdominales"] y también aumentar considerablemente los estimulantes necesarios para contrarrestar las drogas. Esto finalmente ha tenido un efecto adverso en mi precario interior», escribió. Sin embargo, en su libro The Suez Affair (1966), el historiador Hugh Thomas, citado por David Owen, afirmó que Eden le había revelado a un colega que él estaba «prácticamente viviendo de la benzedrina» en ese momento. En total, en diferentes puntos, pero sobre todo simultáneamente, tomó una combinación de sedantes, analgésicos opioides y estimulantes correspondientes para contrarrestar sus efectos depresores, incluyendo promazina, un antipsicótico fuertemente sedante que Eden usaba para inducir el sueño y contrarrestar los estimulantes que tomaba, dextroanfetamina, amobarbital, un sedante barbitúrico, secobarbital, otro sedante barbitúrico, vitamina B12 y petidina, un analgésico opioide único pensado en el tiempo para tener la propiedad de relajar los conductos biliares que se sabe que son inexactos.
En su plano social, Eden, que era educado, bien arreglado y bien parecido, siempre tenía una apariencia particularmente culta. Esto le dio un gran apoyo popular a lo largo de su vida política, pero algunos contemporáneos sintieron que era simplemente una persona superficial que carecía de convicciones más profundas. Ese punto de vista se reforzó por su enfoque muy pragmático de la política. Oswald Mosley, por ejemplo, dijo que nunca entendió por qué Eden fue presionado con tanta fuerza por el partido conservador, ya que sentía que sus habilidades eran muy inferiores a las de Harold Macmillan y Oliver Stanley. En 1947, Dick Crossman llamó a Eden «ese tipo peculiarmente británico, el idealista sin convicción».
El secretario de Estado de los Estados Unidos, Dean Acheson, consideraba a Eden como un aficionado a la política bastante anticuado, típico del establishment británico. En contraste, el líder soviético Nikita Jrushchov comentó que hasta su aventura en Suez, Eden había estado «en la primera clase mundial» de la política.
Eden estuvo fuertemente influenciado por Stanley Baldwin cuando ingresó por primera vez al Parlamento. Después de comienzos combativos anteriores, cultivó un estilo de habla discreto que se basaba en gran medida en la argumentación racional y la construcción de consenso, en lugar de la retórica y la puntuación del partido, que a menudo era muy eficaz en la Cámara de los Comunes. Sin embargo, no siempre tuvo la gracia de ser un orador público eficaz, y sus actuaciones parlamentarias a veces decepcionaron a muchos de sus seguidores, como después de su renuncia al gobierno de Neville Chamberlain. Winston Churchill incluso comentó una vez en uno de los discursos de Eden que este último había usado todos los clichés excepto «Dios es amor». Eso fue deliberado, ya que a menudo tachaba frases originales de borradores de discursos y las reemplazaba con clichés.
La incapacidad de Eden para expresarse con claridad a menudo se ha atribuido a su timidez y la falta de confianza en sí mismo. Se sabe que Eden era mucho más directo al reunirse con sus secretarios y asesores que en las reuniones del gabinete y los discursos públicos y, a veces, tendía a enfurecerse y comportarse «como un niño», sólo para recobrar la paciencia en unos minutos. Muchos de los que trabajaban para él comentaron que era «dos hombres»: uno encantador, erudito y trabajador y el otro mezquino y propenso a rabietas durante las cuales insultaría a sus subordinados.
Como primer ministro, Eden era conocido por telefonear a ministros y editores de periódicos desde las 6 de la mañana en adelante. Rothwell escribió que incluso antes de Suez, el teléfono se había convertido en «una droga»: «Durante la crisis de Suez, la manía telefónica de Eden superó todos los límites».
Eden era notoriamente «imclubbable» (enemigo y poco dado a los grupos) y ofendió a Churchill al negarse a unirse a The Other Club. También se negó a ser miembro honorario del Ateneo. Sin embargo, mantuvo relaciones amistosas con los diputados de la oposición; por ejemplo, George Thomas recibió una amable carta de dos páginas de Eden al enterarse de que su padrastro había muerto. Eden fue administrador de la National Gallery, sucediendo a MacDonald, entre 1935 y 1949. También tenía un profundo conocimiento de la poesía persa y de Shakespeare y se relacionaría con cualquiera que pudiera mostrar un conocimiento similar.
Rothwell escribió que, aunque Eden era capaz de actuar con crueldad, por ejemplo en la repatriación de los cosacos en 1945, su principal preocupación era evitar ser visto como «un apaciguador», como por ejemplo por la renuencia soviética a aceptar una Polonia democrática en octubre de 1944. Como muchas personas, Eden se convenció a sí mismo de que sus acciones pasadas eran más consistentes de lo que habían sido en realidad. Las biografías recientes han puesto más énfasis en sus logros en política exterior, percibiendo que tuvo profundas convicciones con respecto a la paz y la seguridad mundiales, así como una fuerte conciencia social.

## Bagaje cultural
Los documentos personales y políticos de Anthony Eden, así como los tratados, cartas y papeles de la familia Eden se pueden encontrar en la Biblioteca de Investigación Cadbury de la Universidad de Birmingham, en la colección Avon Papers.  En la misma universidad y sección pueden encontrarse diversas correspondencias de su etapa política.
En el apartado audiovisual, su figura quedó reflejada por el actor Jeremy Northam, quien le interpretó en su etapa como ministro de Asuntos Exteriores y primer ministro británico en las dos primeras temporadas de la serie de Netflix The Crown, así como por Samuel West en la película Darkest Hour (2017), dirigida por Joe Wright.